# Stephane Seanla
Stephane Claude Seanla, född 2 juni 1988 i Abidjan i Elfenbenskusten, är en ivoriansk före detta fotbollsspelare.
Seanla påbörjade sin karriär i Tottenhom Hotspur. Han skrev sitt första proffskontrakt för Watford i juni 2006 efter att ha provspelat för den. Han gjorde sin första match för dem 19 september samma år då han byttes in mot Alhassan Bangura i andra halvan av övertiden i engelska ligacupens andra runda, då man besegrade Accrington Stanley.
Seanla lämnade Watford i februari 2007 efter att ha spelat bara en match för A-laget.
I mars samma år skrev han på för Kettering Town efter att ha imponerat i reservlaget med fyra mål på två matcher. Efter att Kettering Town misslyckades med att flyttas upp från Conference North lämnade han klubben.
30 juli 2007 skrev han på för Barnet på en fri transfer efter provspel. 9 november samma år lånades han ut till St Albans City för en månad.
Under våren 2008 lånades han ut till Wivenhoe FC men de valde att avsluta låneperioden och när Seanla återvände till Barnet FC sades hans kontrakt upp.

## Fotnoter
1. ↑  ”Seanla sign for Poppies”. Kettering Town FC. Arkiverad från originalet den 28 september 2007. https://web.archive.org/web/20070928054014/http://www.ketteringtownfc.co.uk/news/news_article.asp?id=264. Läst 17 februari 2008.
2. ↑  ”Update on squad”. Kettering Town FC. Arkiverad från originalet den 28 september 2007. https://web.archive.org/web/20070928053905/http://www.ketteringtownfc.co.uk/news/news_article.asp?id=307. Läst 17 februari 2008.